# Lucius Calpurnius Piso Caesoninus (consul in 148 v.Chr.)
Lucius Calpurnius Piso Caesoninus was de 'stamvader' van de gens Calpurnia Pisones Caesonina. Het agnomen Caesoninus duidt erop dat Lucius oorspronkelijk tot de gens Caesonia behoorde, maar op een bepaald moment geadopteerd werd door een lid van de gens Calpurnia (naar aller waarschijnlijkheid Lucius Calpurnius Piso).
Lucius Piso Caesoninus werd in 154 v.Chr. aangesteld als praetor. Het jaar daarop werd hij als propraetor uitgezonden naar de provincia Hispania Ulterior om een expeditie te ondernemen tegen opstandige Lusitaniërs. Piso Caesoninus bleek echter niet in staat deze stam te onderwerpen en moest, tot zijn schande, een gevoelige nederlaag incasseren. Hoewel zijn reputatie en aanzien schade had opgelopen door zijn falen als militair leider, werd Piso Caesoninus desondanks in 148 v.Chr., samen met Spurius Postumius Albinus, aangesteld als consul. De Derde Punische Oorlog was op dit moment al uitgebroken en Piso werd daarom richting Carthago gestuurd om de machtige stad te belegeren. Dit was voor Piso Caesoninus een uitgelezen kans geweest om zijn militaire reputatie weer op te vijzelen, maar hij greep de kans niet aan. Zijn militair optreden werd gekenmerkt door een inactieve houding en leidde er uiteindelijk toe dat hij al na een jaar vervangen werd door de bekwamere Publius Cornelius Scipio Aemilianus Africanus minor.

## Voetnoten
1. ↑  Appianus, Hispanica 56.
2. ↑  Appianus, Punica 110-112.